# Shibpur Upazila
Shibpur Upazila är ett underdistrikt i Bangladesh. Det ligger i den centrala delen av landet, 50 km nordost om huvudstaden Dhaka.
Trakten runt Shibpur Upazila består till största delen av jordbruksmark. Runt Shibpur Upazila är det mycket tätbefolkat, med 1 956 invånare per kvadratkilometer.